# لانتانا شعثاء
لانتانا شعثاء (الاسم العلمي: Lantana hirta) هي نوع نباتي يتبع جنس اللانتانا من فصيلة اللويزية.